# Уильямс, Дэниел
Сэр Дэниел Чарльз Уильямс (англ. Daniel Charles Williams; 4 ноября 1935, Сент-Дэвид, Гренада — 2 октября 2024) — гренадский юрист и государственный деятель, генерал-губернатор Гренады в 1996—2008 годах.
В 1952—1958 годах работал на своей родине школьным учителем. Затем уехал в Великобританию, работал по разным специальностям, в конце концов окончил в 1967 году Лондонский университет как юрист. На следующий год вернулся на Гренаду, занимался юридической практикой, в 1970—1974 годах состоял на муниципальной службе на соседнем острове Сент-Люсия. В 1984—1989 годах занимал на Гренаде различные министерские посты.
1 августа 1996 года занял пост генерал-губернатора Гренады (официально утверждён 9 августа) и находился на этой должности до 18 ноября 2008 года. Опубликовал несколько книг, систематизирующих правовое положение Гренады, в том числе «Должность и обязанности генерал-губернатора Гренады» (англ. The Office and Duties of the Governor-General of Grenada; 1998), «Указатель законов Гренады, 1959—1979» (англ. Index of the Laws of Grenada 1959-1979), «Сводный обзор общественных служб Гренады» (англ. A Synoptic View of the Public Service of Grenada; 1999) и т. д.
После отставки с государственной службы вернулся к юридической практике во главе основанной им фирмы Daniel Williams & Co., в которой также работает его дочь Даниэла Уильямс Митчел. Помимо этого, возглавлял благотворительный фонд по поддержке нуждающихся студентов Гренады, входил в руководство скаутских и католических организаций.
Скончался 2 октября 2024 года после продолжительной болезни в возрасте 88 лет.